# Amstetten
Amstetten (phát âm tiếng Đức: [amˈʃtɛtn̩]) là một thị xã trong bang Niederösterreich, Áo. Đây là thủ phủ của Amstetten.

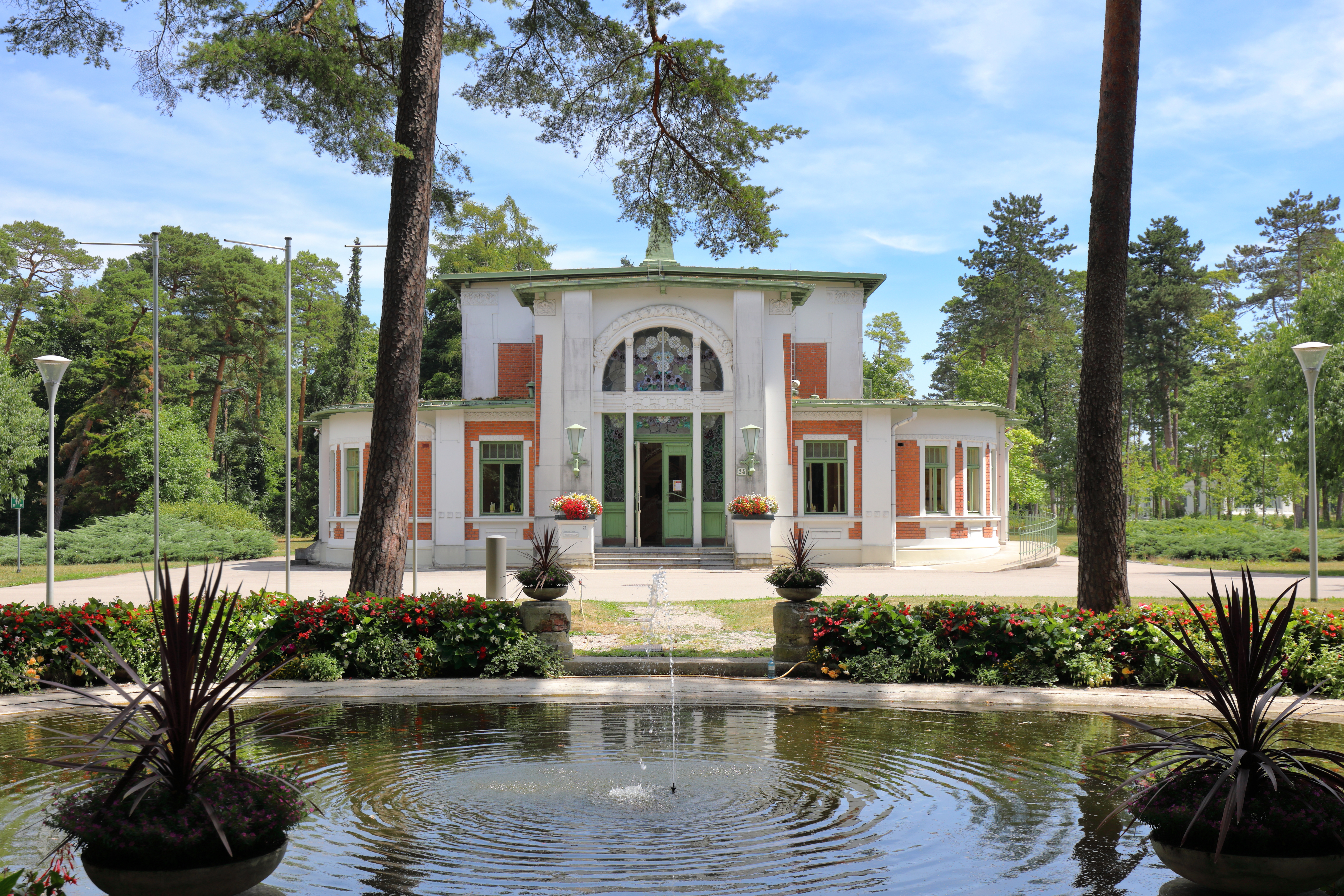
Phòng tiệc của bệnh viện ở Amstetten-Mauer

## Địa lý
Amstetten nằm giữa Linz (60 km; 40 dặm) và Viên (120 km; 75 dặm) trên tuyến đường cao tốc, chỉ hơn một giờ đi bằng tàu cao tốc từ Viên, và nằm trên sông Ybbs và Url cũng như gần sông Danube.

## Lịch sử
Có dấu vết các khu định cư của con người từ Thời kỳ đồ đá và Thời kỳ đồ đồng trong khu vực. Khu định cư lâu dài đầu tiên trong vùng được ghi nhận trong nguồn sử liệu là Ulmerfeld, được đề cập vào năm 995. Lần đầu tiên Amstetten được nhắc đến là năm 1111. Năm 1858, thị trấn được kết nối với phần còn lại của Áo-Hung bằng đường sắt. Từ năm 1868, nơi đây cũng trở thành trụ sở của chính quyền huyện địa phương. Trong Chiến tranh thế giới thứ hai, có hai trại phụ của Trại tập trung Mauthausen-Gusen tại Amstetten.

## Kinh tế địa phương
Doka Group, một tập đoàn quốc tế lớn chuyên sản xuất/cung cấp ván khuôn, có trụ sở chính tại Amstetten.

## Trường học
Amstetten có nhiều trường học đáp ứng nhu cầu của cư dân và các làng lân cận. Bao gồm một Gymnasium, HLW Amstetten và HAK Amstetten. Việc học ngoại ngữ tại Amstetten được hỗ trợ đáng kể nhờ sự hiện diện của các Trợ giảng tiếng Anh đến từ Vương quốc Anh và Hoa Kỳ, những người cũng tổ chức các hoạt động ngoại khóa thường xuyên trong khu vực. Ngoài ra còn có một trường nội trú dạy nghề kỹ thuật và thủ công.

## Mua sắm
Amstetten mang đến nhiều cơ hội mua sắm cho cư dân. Có một trung tâm mua sắm với các cửa hàng quần áo, giày dép, siêu thị, cửa hàng công nghệ và các tiện ích khác. Trung tâm mua sắm cũng có WiFi miễn phí. Phố chính của Amstetten có một số cửa hàng quần áo và nhiều nhà hàng. Có hai cửa hàng đồ cũ nơi có thể mua quần áo chất lượng tốt với giá rẻ. Ngoài ra còn có nhiều siêu thị lớn như Interspar, Billa và Hofer.

## Văn hóa
Rất tiếc, chi tiết về đời sống văn hóa của Amstetten không dễ tìm thấy trực tuyến. Để biết thông tin chi tiết về các sự kiện ở Amstetten, Tòa thị chính (Rathaus) có thể cung cấp chương trình và tờ rơi. Johann Pölz Halle là nhà hát hòa nhạc địa phương, nơi tổ chức dạ hội, biểu diễn kịch và hòa nhạc. Amstetten có lễ hội thường niên 'Kulturwochen', một chuỗi tuần vào mùa thu dành cho văn hóa. Sự kiện này bao gồm các buổi biểu diễn của Dàn nhạc giao hưởng Amstetten và các nhóm kịch nghiệp dư địa phương, cũng như nhà hát chuyên nghiệp, kịch câm, kể chuyện, thuyết trình và triển lãm.  
Vào mùa đông, Amstetten có chợ Giáng sinh riêng. Vào mùa hè, một nhà hát nhạc kịch kết hợp nghệ sĩ nghiệp dư và chuyên nghiệp trình diễn trong chương trình gọi là 'Musicalsummer Amstetten'.

## Tham quan

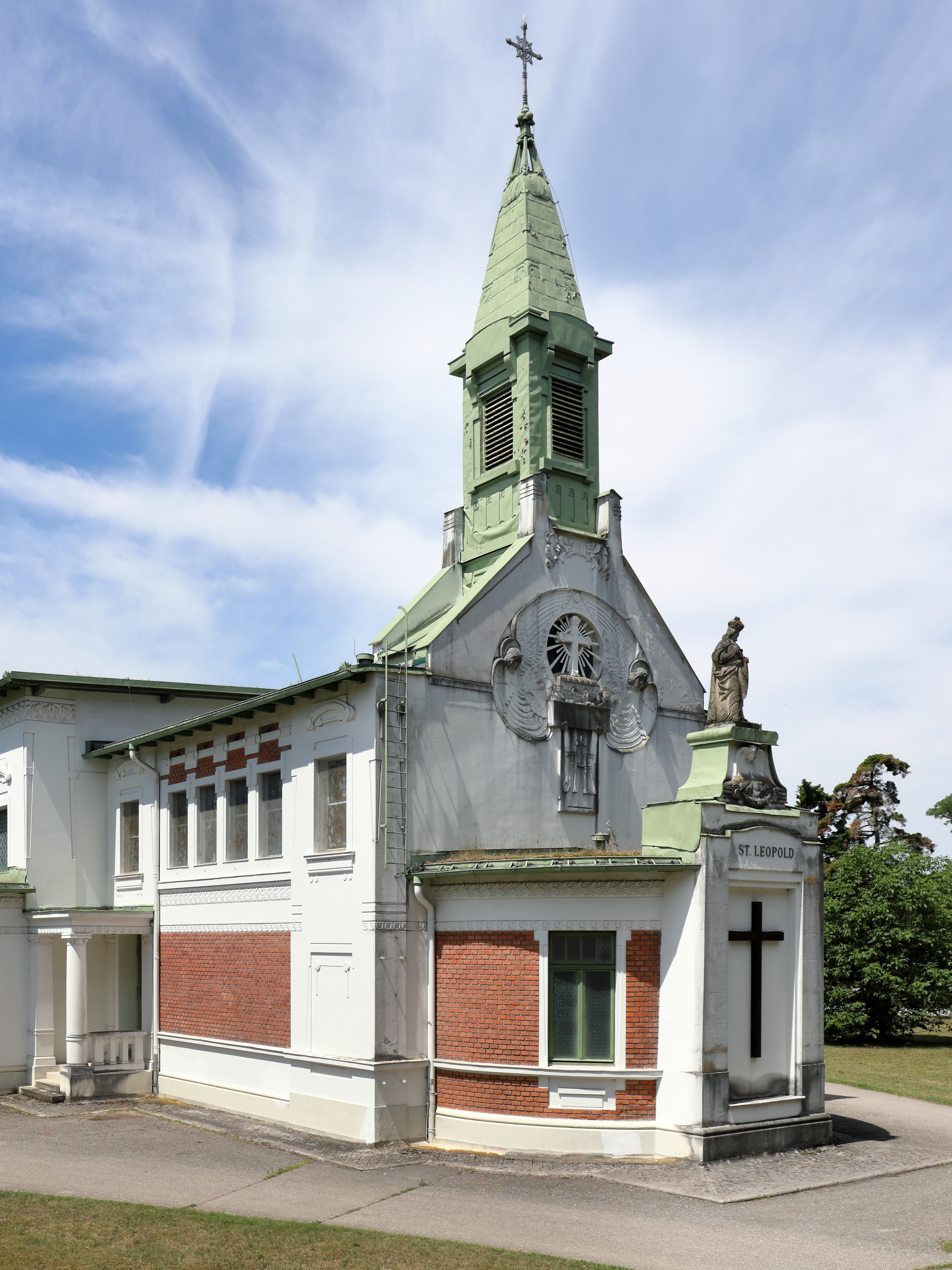
Nhà nguyện bệnh viện Amstetten-Mauer

Amstetten có một số nhà thờ. Có một khu rừng nhỏ và một con sông để đi dạo. Thành phố có hồ bơi trong nhà và ngoài trời, 'Stadtbad', với các tiện ích như hai máng trượt, hồ bơi tạo dòng chảy và công viên riêng 'Uferpark'. Ngoài ra còn có nhiều phòng tập thể hình cũng như trường dạy nhảy và âm nhạc tại Amstetten.

## Giao thông
Amstetten có một ga tàu được phục vụ bởi các chuyến tàu của OEBB và Westbahn. Từ ga tàu có các chuyến đi trực tiếp đến Viên, Munich và Salzburg cũng như các điểm tham quan nổi tiếng địa phương như Melk.

## Thành phố kết nghĩa
Amstetten kết nghĩa với:
- Alsfeld, Đức (1979)
- Ruelle-sur-Touvre, Pháp (1992)
- Pergine Valsugana, Ý (1999)

## Nhân vật nổi bật

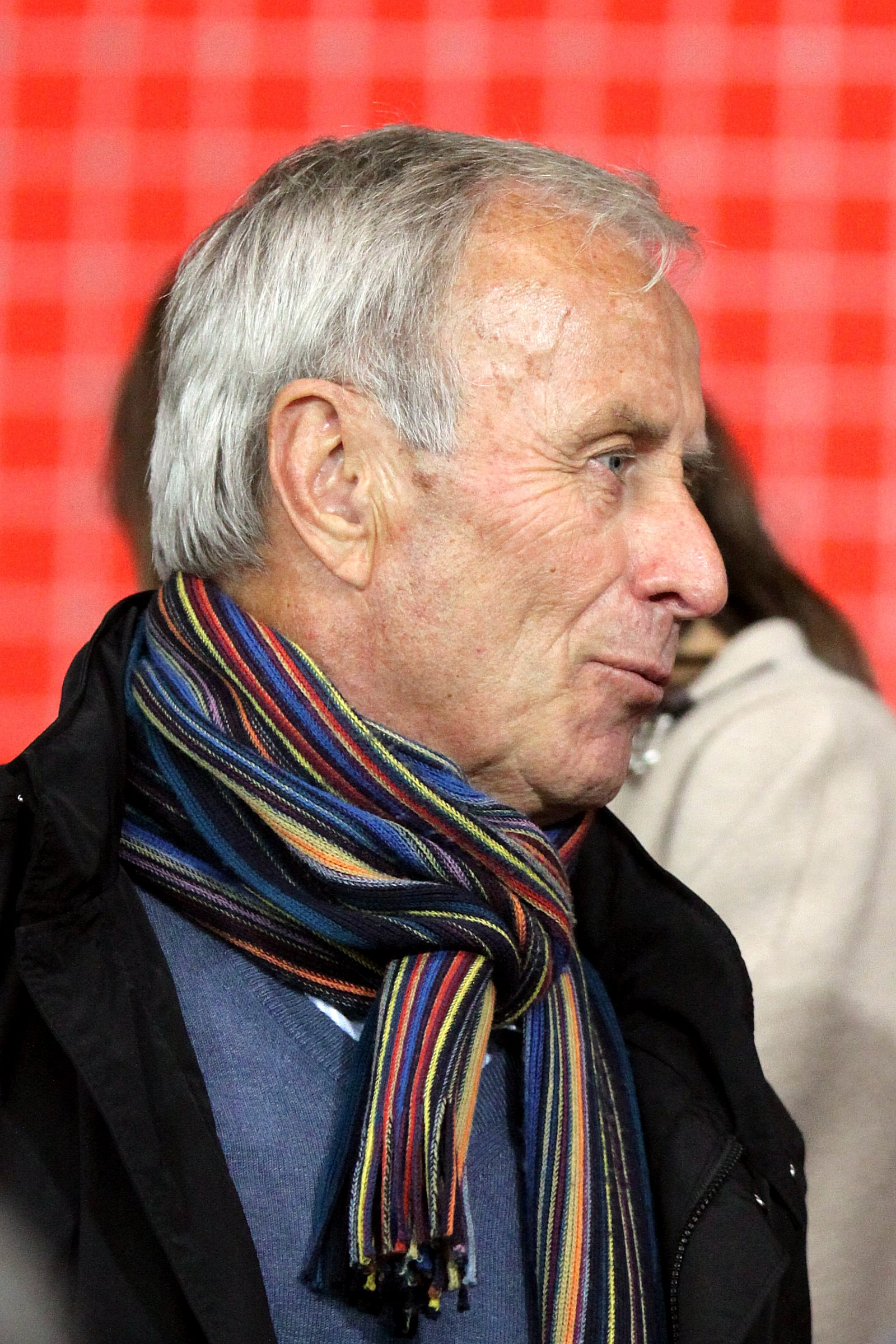
Josef Hickersberger, 2015

- Theodor von Frimmel (1853–1928), nhà sử học nghệ thuật, nhà nghiên cứu Beethoven
- Friedl Czepa (1898–1973), diễn viên sân khấu, điện ảnh và truyền hình
- Josef Fritzl (sinh 1935), tội phạm, kẻ hiếp dâm và giết người; xem Vụ Fritzl[9]
- Helene von Damm (sinh 1938), nhà ngoại giao Mỹ, Đại sứ Hoa Kỳ tại Áo
- Margit Palme (1939–2025), họa sĩ
- Jochem Schindler (1944–1994), nhà nghiên cứu Ấn-Âu học
- Erwin Wagenhofer (sinh 1961), tác giả và nhà làm phim
- Paulus Hochgatterer (sinh 1961), nhà văn và bác sĩ tâm thần
- Michael Garschall (sinh 1967), đạo diễn sân khấu
- Georg Breinschmid (sinh 1973), nghệ sĩ contrabass, nhà soạn nhạc và nhạc sĩ jazz
- Gernot Wagner (sinh 1980), nhà kinh tế khí hậu và tác giả

### Thể thao
- Josef Hickersberger (sinh 1948), cầu thủ và huấn luyện viên bóng đá, thi đấu 372 trận và 39 lần cho Đội tuyển bóng đá quốc gia Áo
- Hermann Fehringer (sinh 1962), vận động viên nhảy sào, giữ kỷ lục quốc gia Áo hiện tại
- Michael Klukowski (sinh 1981), cầu thủ bóng đá Canada, thi đấu 417 trận và 36 lần cho Đội tuyển bóng đá nam quốc gia Canada
- Daniel Kogler (sinh 1988), cầu thủ bóng đá, đã thi đấu hơn 250 trận
- David Peham (sinh 1992), cầu thủ bóng đá Áo, đã thi đấu hơn 240 trận
- Lukas Deinhofer (sinh 1994), cầu thủ bóng đá Áo, đã thi đấu hơn 290 trận